# Associazione Calcio Riccione 1975-1976
Questa voce raccoglie le informazioni riguardanti l'Associazione Calcio Riccione nelle competizioni ufficiali della stagione 1975-1976.

## Rosa
| N. |                   | Ruolo | Calciatore          |
| -- | ----------------- | ----- | ------------------- |
|    | Italia (bandiera) | C     | Giovanni Allegrini  |
|    | Italia (bandiera) | P     | Roberto Anzolin     |
|    | Italia (bandiera) |       | Bandini             |
|    | Italia (bandiera) | A     | Ivano Bosdaves      |
|    | Italia (bandiera) | C     | Giovanni Cioncolini |
|    | Italia (bandiera) | C     | Giorgio Clementoni  |
|    | Italia (bandiera) | D     | Giovanni Corallo    |
|    | Italia (bandiera) | D     | Ivo Crescentini     |
|    | Italia (bandiera) | A     | Tiziano De Luigi    |
|    | Italia (bandiera) | C     | Claudio Eusepi      |
|    | Italia (bandiera) | D     | Stefano Fabbri      |

| N. |                   | Ruolo | Calciatore          |
| -- | ----------------- | ----- | ------------------- |
|    | Italia (bandiera) | P     | Pietro Fioravanti   |
|    | Italia (bandiera) | D     | Tonino Franceschini |
|    | Italia (bandiera) | A     | Angelo Giugno       |
|    | Italia (bandiera) | A     | Fausto Grespi       |
|    | Italia (bandiera) | D     | Franco Laurenti     |
|    | Italia (bandiera) | D     | Manlio Muccini      |
|    | Italia (bandiera) | D     | Carmine Schiano     |
|    | Italia (bandiera) | C     | Ettore Tomassoli    |
|    | Italia (bandiera) | C     | Stefano Tosi        |
|    | Italia (bandiera) | A     | Claudio Vaccario    |